# Вишнева сільська рада (Близнюківський район)
Вишнева сільська́ ра́да — адміністративно-територіальна одиниця та орган місцевого самоврядування у Близнюківському районі Харківської області. Адміністративний центр — село Вишневе.

## Загальні відомості
- Радгоспівська сільська рада утворена в 1989 році.
- Територія ради: 83,4 км²
- Населення ради: 672 особи (станом на 2001 рік)

## Населені пункти
Сільській раді були підпорядковані населені пункти:
- с. Вишневе
- с. Далеке

## Склад ради
Рада складалася з 12 депутатів та голови.
- Голова ради: Борисовський Юрій Анатолійович
- Секретар ради: Фурман Надія Семенівна

### Керівний склад попередніх скликань
| Прізвище, ім'я, по батькові    | Основні відомості                                                 | Дата обрання | Дата звільнення |
| ------------------------------ | ----------------------------------------------------------------- | ------------ | --------------- |
| Борисовський Юрій Анатолійович | Сільський голова, 1973 року народження, освіта вища, безпартійний | 26.03.2006   | 31.10.2010      |
| Борисовський Юрій Анатолійович | Сільський голова, 1973 року народження, освіта вища, безпартійний | 31.10.2010   |                 |

Примітка: таблиця складена за даними сайту Верховної Ради України

### Депутати
За результатами місцевих виборів 2010 року депутатами ради стали:

#### За суб'єктами висування
| Суб'єкт висування                         | Кількість обраних депутатів | %    |
| ----------------------------------------- | --------------------------- | ---- |
| Партія регіонів                           | 8                           | 66,7 |
| Самовисування                             | 2                           | 16,7 |
| Партія «Відродження»                      | 1                           | 8,3  |
| Партія промисловців і підприємців України | 1                           | 8,3  |

#### За округами
| № округу                                  | Прізвище, ім'я, по батькові   | Дата визнання обраним | Освіта  | Партійна приналежність                         | Відомості про обраного депутата                        |
| ----------------------------------------- | ----------------------------- | --------------------- | ------- | ---------------------------------------------- | ------------------------------------------------------ |
| Партія «ВІДРОДЖЕННЯ»                      |                               |                       |         |                                                |                                                        |
| 10                                        | Фурман Надія Семенівна        | 05.11.2010            | середня | член Партії «ВІДРОДЖЕННЯ»                      | Радгоспівська сільська рада, секретар                  |
| Партія промисловців і підприємців України |                               |                       |         |                                                |                                                        |
| 9                                         | Воронкін Микола Іванович      | 05.11.2010            | вища    | член Партії промисловців і підприємців України | фермерське господарство «Ольга», голова                |
| Партія регіонів                           |                               |                       |         |                                                |                                                        |
| 1                                         | Ільканич Василь Дмитрович     | 05.11.2010            | середня | член Партії регіонів                           | приватний підприємець                                  |
| 2                                         | Корзун Віталій Васильович     | 05.11.2010            | середня | член Партії регіонів                           | тимчасово не працює                                    |
| 3                                         | Жучкова Наталія Анатоліївна   | 05.11.2010            | середня | член Партії регіонів                           | Радгоспівська загальноосвітня школа І-ІІ ст., вчитель  |
| 4                                         | Чернявський Іван Миколайович  | 05.11.2010            | вища    | член Партії регіонів                           | Радгоспівська загальноосвітня школа І-ІІ ст., вчитель  |
| 5                                         | Бабін Василь Павлович         | 05.11.2010            | середня | член Партії регіонів                           | тимчасово не працює                                    |
| 6                                         | Лобаревич Раїса Іванівна      | 05.11.2010            | вища    | член Партії регіонів                           | Радгоспівська загальноосвітня школа І-ІІ ст., директор |
| 7                                         | Бурнін Василь Вікторович      | 05.11.2010            | середня | член Партії регіонів                           | тимчасово не працює                                    |
| 8                                         | Коритко Віталій Павлович      | 05.11.2010            | середня | член Партії регіонів                           | Радгоспівська загальноосвітня школа І-ІІ ст., вчитель  |
| Самовисування                             |                               |                       |         |                                                |                                                        |
| 11                                        | Чухловіна Валентина Тихонівна | 05.11.2010            | середня | позапартійна                                   | Радгоспівська сільська рада, прибиральниця             |
| 12                                        | Рубців Юрій Володимирович     | 05.11.2010            | середня | позапартійний                                  | Електрик                                               |